# Maniago
Die Gemeinde Maniago (furlanisch Manià) liegt in Nordost-Italien in der Region Friaul-Julisch Venetien am Fuße der Alpen und hat 11 594 Einwohner (Stand 2021). Die Stadt ist bekannt für ihre Messerproduktion. Im Jahre 1998 wurde ein Messermuseum der Stadt Maniago eröffnet.
Die Gemeinde umfasst neben dem Hauptort Maniago vier weitere Ortschaften und Weiler: Campagna, Dandolo, Fratta und Maniagolibero. Die Nachbargemeinden sind Andreis, Arba, Fanna, Frisanco, Montereale Valcellina, San Quirino, Vajont und Vivaro.

## Sehenswürdigkeiten

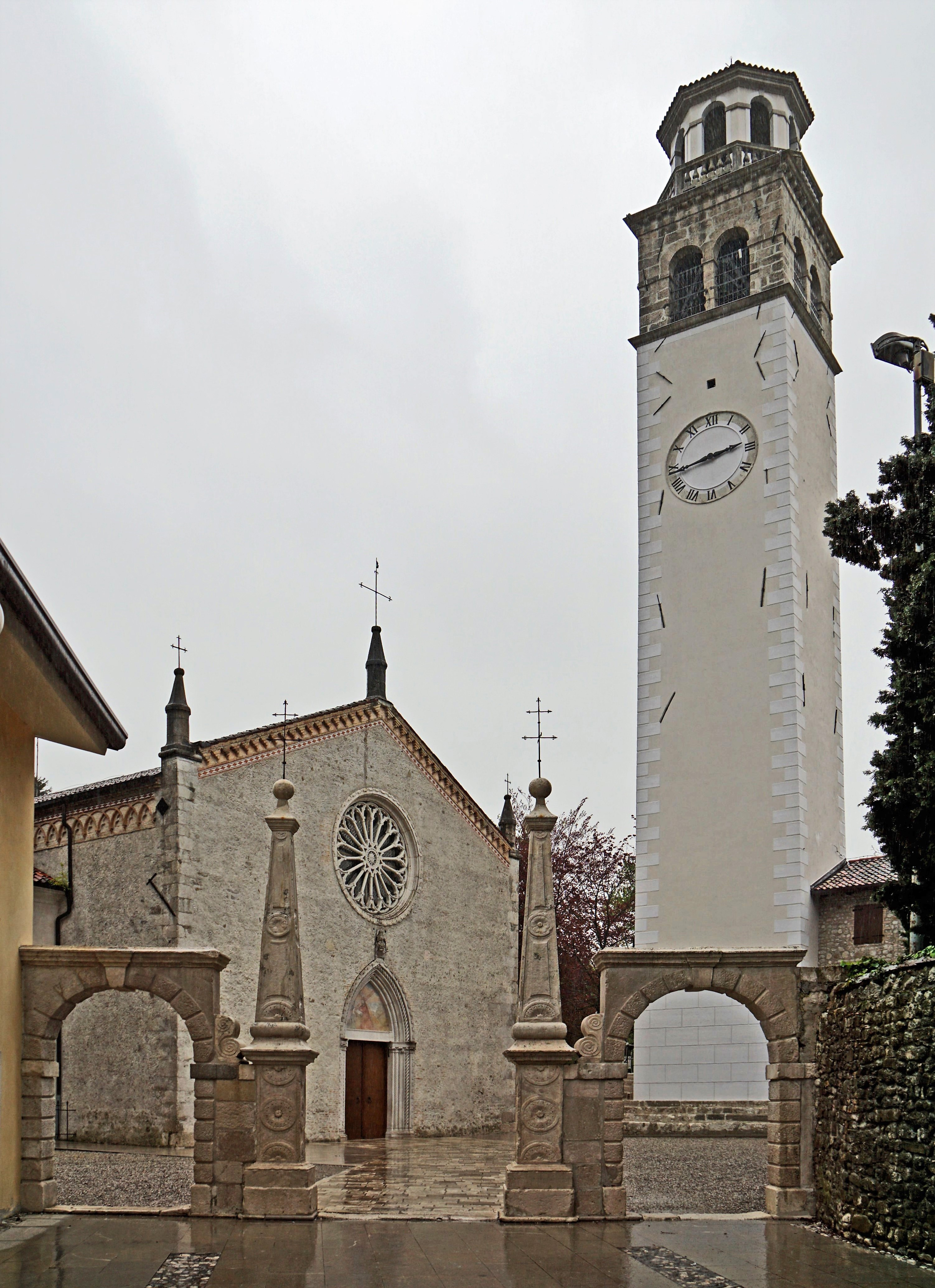
Dom des Hl. Maurus

- Dem hl. Maurus geweihter, spätgotischer Dom von 1488
- Loggia an der Piazza Italia von 1661, dient heute dem Gedenken der Gefallenen aller Kriege

## Verkehr
Der Bahnhof Maniago liegt an der Bahnstrecke Gemona del Friuli–Sacile.

## Bildergalerie

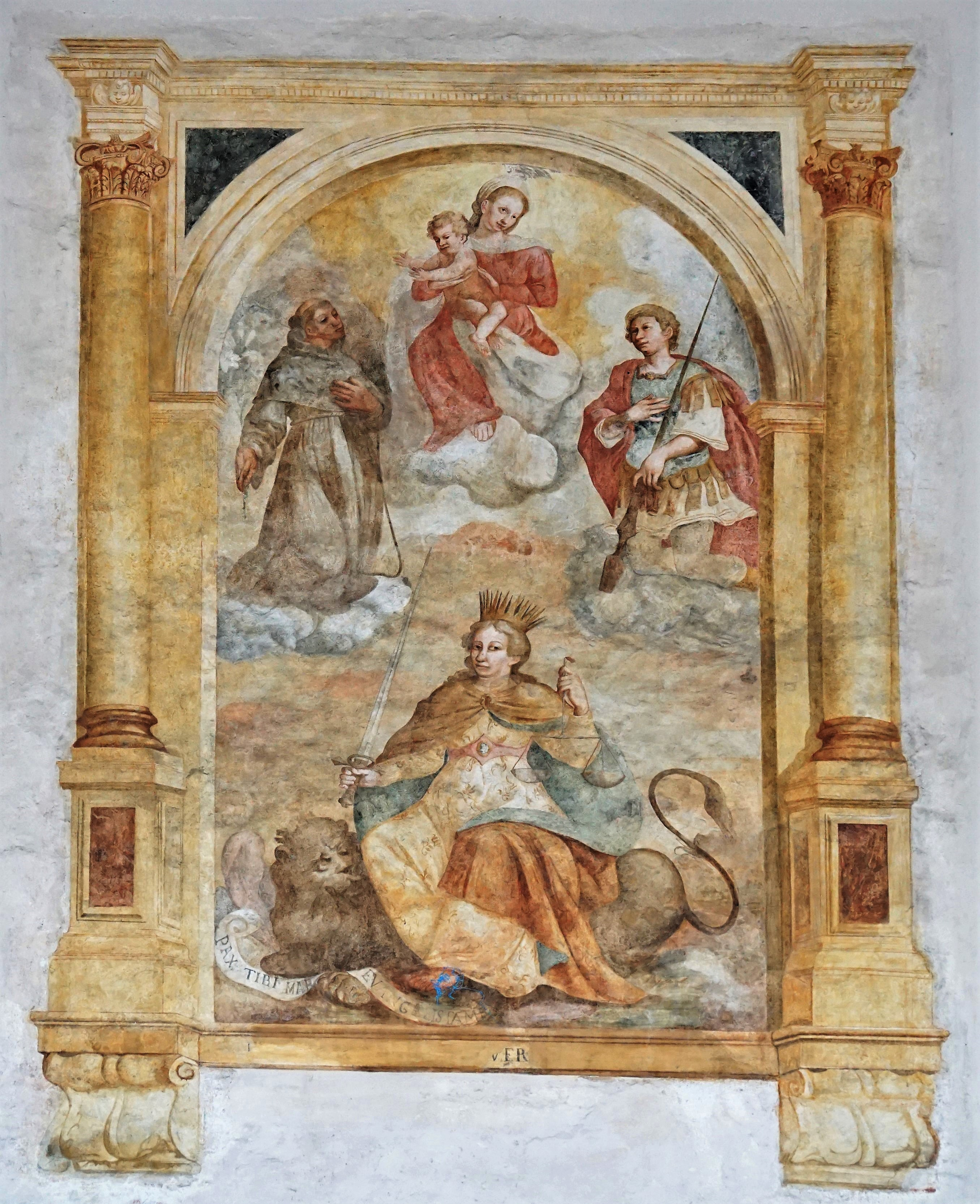
Wandgemälde in der Loggia der Gefallenen
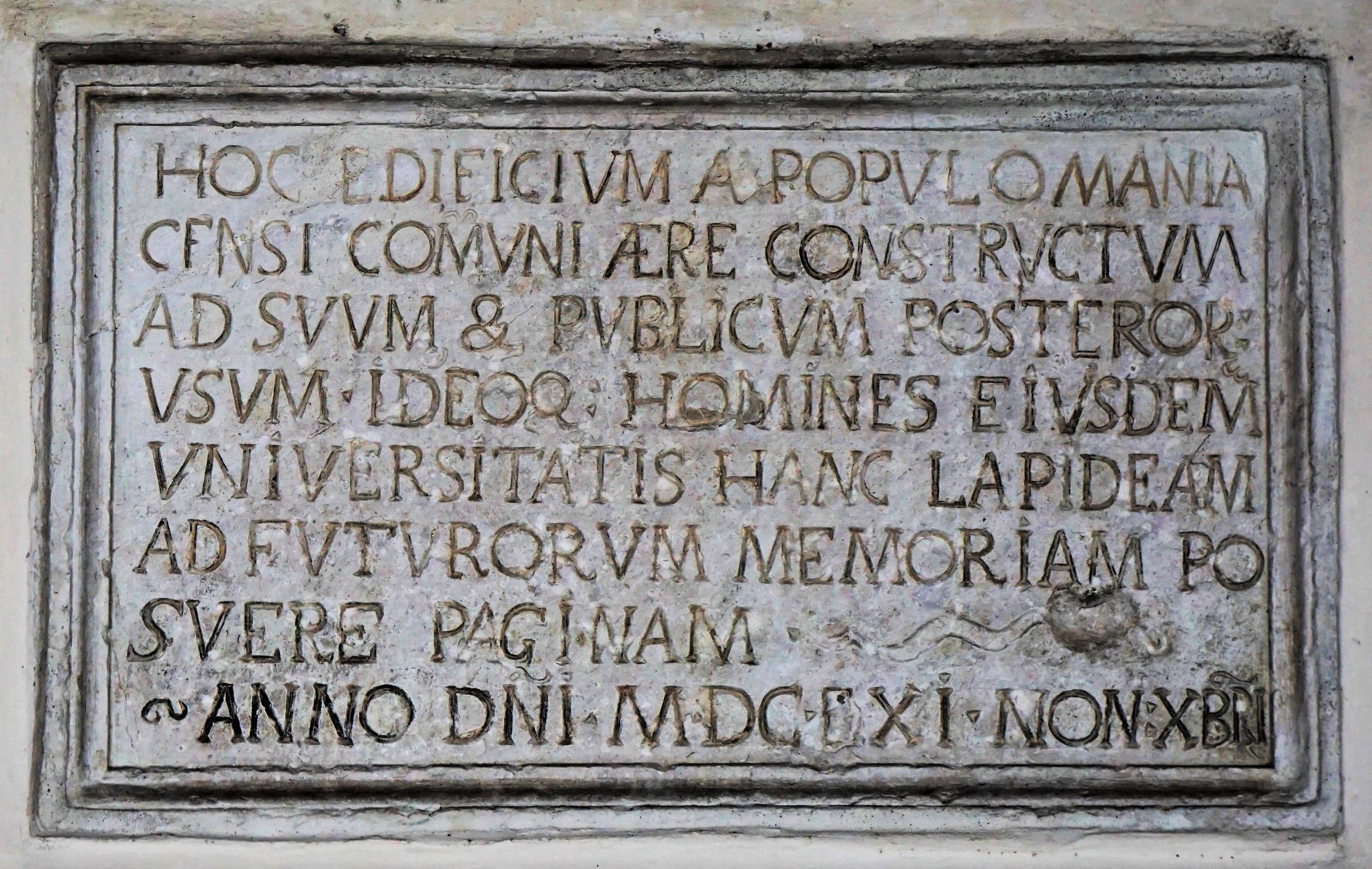
Gedenkstein von 1661 in der Loggia der Gefallenen
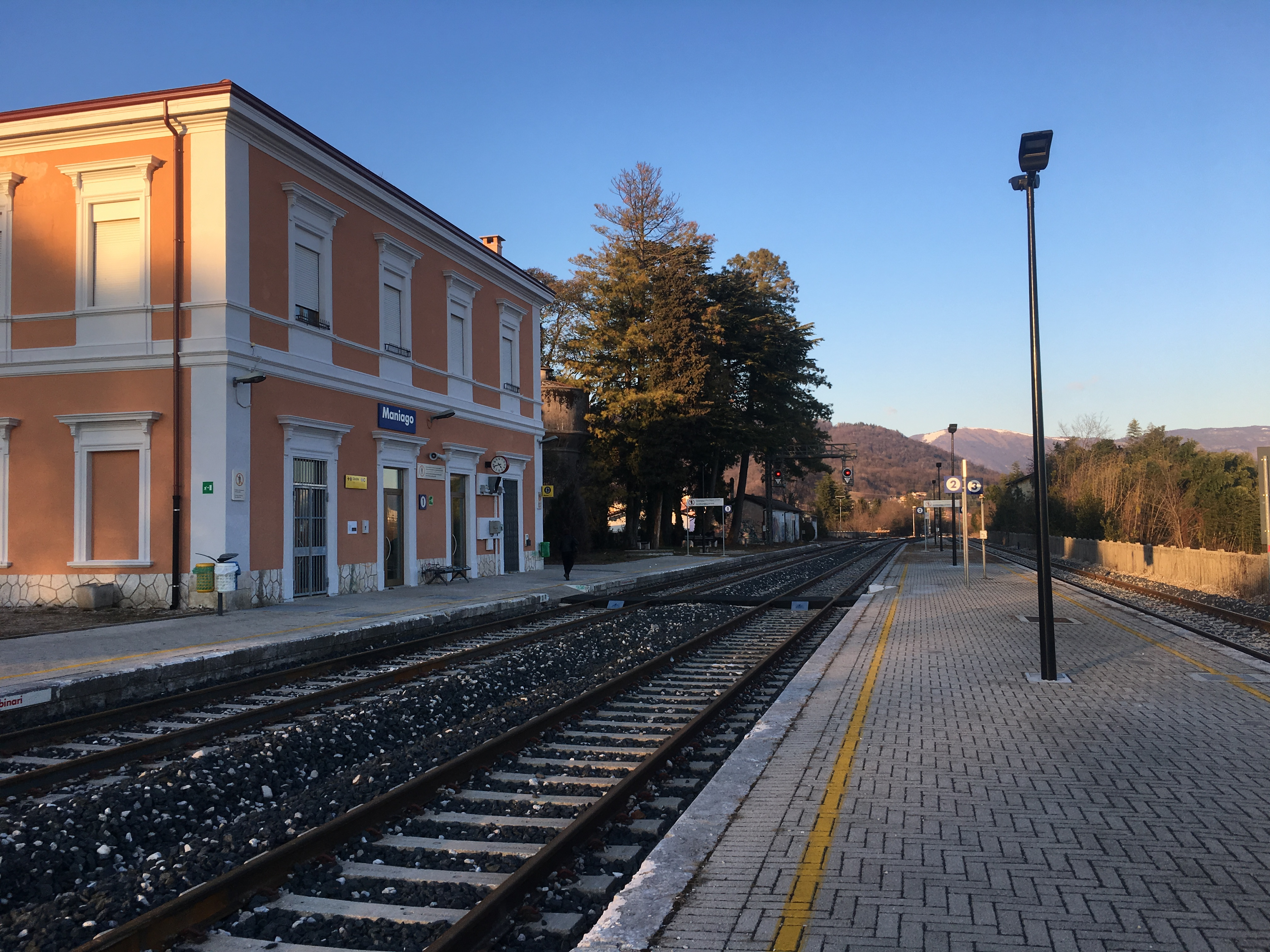
Der Bahnhof